# Napoleon III.
Napoléon III., poznat i kao Luj Napoleon; punim imenom Charles Louis Napoléon Bonaparte (Pariz, Francuska, 20. travnja 1808. – Chislehurst, Kent, Engleska 9. siječnja 1873.), francuski predsjednik od 20. prosinca 1848. – 2. prosinca 1852., i kasnije posljednji francuski car od 2. prosinca 1852. – 4. rujna 1870. godine. Osnivač je Drugog Carstva, uspostavom kojeg je želio ponoviti slavu svoga strica Napoleona I.

## Životopis

### Život u izgnanstvu
Sin je Luja Bonapartea, nekadašnjeg nizozemskog kralja i Hortense de Beauharnais te nećak francuskog cara Napoleona I. Poslije Napoleonova poraza i pada 1815. godine, protjeran je iz Francuske, zajedno s ostalim članovima obitelji Bonaparte. Smjestio se s majkom u dvorcu Arenenbergu u Švicarskoj. Osnovnu školu je pohađao u Augsburgu u Njemačkoj, a kasnije školovanje pod tutorstvom privatnih učitelja.
Poslije smrti Napoleona II., Napoleonova sina jedinca, 1832. godine, Luj Napoleon je postao kandidat bonapartista za francusko carsko prijestolje. Kako bi se pripremio za tu ulogu, završio je vojnu naobrazbu i studirao ekonomske i socijalne probleme. Usvom pamfletu Rêveries politiques (1832.), istaknuo je kako samo car može donijeti Francuskoj slavu i slobodu. Godine 1836. pokušao je neuspješan državni udar protiv francuskog kralja Luja Filipa (1830. – 1848.), koji ga je zbog toga prognao u Sjedinjene Američke Države. Dvije godine kasnije, bio je primoran napustiti prebivalište u Švicarskoj te se smjestio u Engleskoj.
Godine 1839. napisao je djelo Les idées Napoléoniennes, kojim je bonapartizam uobličio kao politiku ideologiju. Sljedeće godine bio je umiješan u novu neuspješnu pobunu protiv kralja, nakon čega je bio uhićen i osuđen na doživotno zatočeništvo. U zatočeništvu je napisao djelo Extinction du paupérisme (1844.), koje mu je priskrbilo nešto pristaša na lijevom političkom spektru. Godine 1846. uspio je osloboditi se zatočeništva i pobjeći u Veliku Britaniju, gdje je čekao novu šansu za osvajanje vlasti.

### Predsjednik Francuske
Luj Napoleon se vratio u Francusku nakon pobjede revolucije 1848. godine, kojom je po drugi put srušena kraljevska vlast burbonske dinastije i proglašena Druga Republika. Služeći se u izbornoj promidžbi legendom o Napoleonu i pozivanjem na sjećanje na nacionalnu slavu, Luj Napoleon je velikom većinom glasova izabran za predsjednika republike. U lipnju 1849. godine, poslao je vojne jedinice u pomoć papi Piju IX. (1846. – 1878.) protiv Rimske republike. Koristeći svaki dio svojih ustavom zajamčenih prava, polako je uvodio svoje sljedbenike na sve važnije političke pozicije u državi. Putovanjem po zemlji stjecao je dodatnu popularnost.
Budući da je republikanski ustav zabranjivao reizbor predsjednika nakon završenog četverogodišnjeg mandata, Luj Napoleon je pokušao u Skupštini promijeniti ustav kako bi mogao sebi osigurati dodatna dva mandata na čelu Druge Republike. Kada je propao pokušaj promjene ustava, Luj Napoleon je izvršio državni udar u noći s 1. na 2. prosinca 1851. godine, raspustio Skupštinu, ukinuo ustav i vratio opće pravo glasa. Nakon održanog referenduma, kojim je osigurao potporu građana, donio je 14. siječnja 1852. godine novi ustav, kojim je postao predsjednik republike na rok od deset godina. Poslije provedbe novog plebiscita 21. studenog, proglasio se 2. prosinca 1852. godine carem Francuza pod imenom Napoleon III.

### Francuski car
Za njegove vladavine ("Drugo carstvo") ubrzan je ekonomski napredak zemlje, uz ostalo i opsežnom rekonstrukcijom Pariza. Vodio ambicioznu i poduzetnu vanjsku politiku te sudjelovao u mnogim ratovima u Europi i izvan nje. U Opijumskim ratovima na Dalekom istoku položeni su temelji francuske kolonizacije Indokine. Odlučujuće pomogao Pijemontu u borbi protiv Austrije (rat 1859.). Sudjelovao zajedno s Engleskom i Turskom u Krimskom ratu protiv Rusije. Pokušaj upostave carstva u Meksiku na čelu s Maksimilijanom Habsburškim, završio je neuspjehom 1866. i Maksimilijanovom smrću 1867. godine. Opirući se konceptu ujedinjenja Njemačke kojeg je nametala Pruska na čelu s Bismarckom, zaratio se protiv njega 1870. godine i doživio poraz odnosno zarobljavanje kod Sedana, što je neposredno izazvalo slom Drugog carstva i uspostavu Treće republike u Francuskoj. Nakon puštanja iz pruskog zarobljeništva emigrirao u Englesku gdje je i umro 1873. godine.

## Obitelj
Rođen je u plemićkoj i carskoj obitelji Bonaparte, od oca Luja i majke Hortense de Beauharnais. Imao je dvojicu starije braće, Napoleona Charlesa i Luja, kratkotrajnog kralja Nizozemske. Budući da nije uspio pronaći suprugu istog ranga, oženio se u siječnju 1853. godine, groficom Eugénie de Montijo, s kojom je imao sina jedinca Napoléona Eugènea, poznatog i kao Napoleon IV. († 1879.).